# Eco
eco (произнася се еко, Verband der Internetwirtschaft, Асоциация на интернет индустрията в Германия) е германска интернет асоциация.
Асоциацията и група по спвциални интереси (в областта на интернет, на немски: „Interessenvertretung“) и има за цел въвеждането на технологии на интернет, определяне на характеристиките на интерета като качество
и представляването на интересите на своите членове по отношение на правещите политики, като е регистрирана и като лобистка група.